# Serrouville
Serrouville és un municipi francès situat al departament de Meurthe i Mosel·la i a la regió del Gran Est. L'any 2007 tenia 600 habitants.

## Demografia

### Població
El 2007 la població de fet de Serrouville era de 600 persones. Hi havia 216 famílies, de les quals 56 eren unipersonals (28 homes vivint sols i 28 dones vivint soles), 60 parelles sense fills, 80 parelles amb fills i 20 famílies monoparentals amb fills.
La població ha evolucionat segons el següent gràfic:
Habitants censats

### Habitatges
El 2007 hi havia 258 habitatges, 235 eren l'habitatge principal de la família, 7 eren segones residències i 16 estaven desocupats. 194 eren cases i 59 eren apartaments. Dels 235 habitatges principals, 177 estaven ocupats pels seus propietaris, 53 estaven llogats i ocupats pels llogaters i 5 estaven cedits a títol gratuït; 11 tenien una cambra, 10 en tenien dues, 40 en tenien tres, 53 en tenien quatre i 121 en tenien cinc o més. 164 habitatges disposaven pel capbaix d'una plaça de pàrquing. A 94 habitatges hi havia un automòbil i a 121 n'hi havia dos o més.

### Piràmide de població
La piràmide de població per edats i sexe el 2009 era:
| Homes | Edats   | Dones |
| ----- | ------- | ----- |
| 0     | 95 o +  | 0     |
| 0     | 90 a 94 | 0     |
| 0     | 85 a 89 | 4     |
| 0     | 80 a 84 | 4     |
| 8     | 75 a 79 | 20    |
| 12    | 70 a 74 | 8     |
| 12    | 65 a 69 | 8     |
| 12    | 60 a 64 | 16    |
| 4     | 55 a 59 | 0     |
| 12    | 50 a 54 | 16    |
| 44    | 45 a 49 | 24    |
| 32    | 40 a 44 | 28    |
| 4     | 35 a 39 | 24    |
| 8     | 30 a 34 | 12    |
| 8     | 25 a 29 | 8     |
| 24    | 20 a 24 | 16    |
| 40    | 15 a 19 | 28    |
| 24    | 10 a 14 | 20    |
| 12    | 5 a 9   | 8     |
| 12    | 0 a 4   | 4     |

## Economia
El 2007 la població en edat de treballar era de 410 persones, 319 eren actives i 91 eren inactives. De les 319 persones actives 287 estaven ocupades (170 homes i 117 dones) i 32 estaven aturades (16 homes i 16 dones). De les 91 persones inactives 18 estaven jubilades, 23 estaven estudiant i 50 estaven classificades com a «altres inactius».

### Ingressos
El 2009 a Serrouville hi havia 224 unitats fiscals que integraven 569 persones, la mediana anual d'ingressos fiscals per persona era de 16.738 €.

### Activitats econòmiques
Dels 10 establiments que hi havia el 2007, 1 era d'una empresa extractiva, 1 d'una empresa de fabricació d'altres productes industrials, 1 d'una empresa de construcció, 2 d'empreses de comerç i reparació d'automòbils, 1 d'una empresa de transport, 1 d'una empresa d'hostatgeria i restauració, 2 d'empreses de serveis i 1 d'una empresa classificada com a «altres activitats de serveis».
Dels 2 establiments de servei als particulars que hi havia el 2009, 1 era una oficina de correu i 1 saló de bellesa.

## Equipaments sanitaris i escolars
El 2009 hi havia una escola elemental.

## Poblacions més properes
El següent diagrama mostra les poblacions més properes.